# Astigmatism

Astigmatism i en konkav spegel. Ljuset fokuseras olika i olika riktningar.

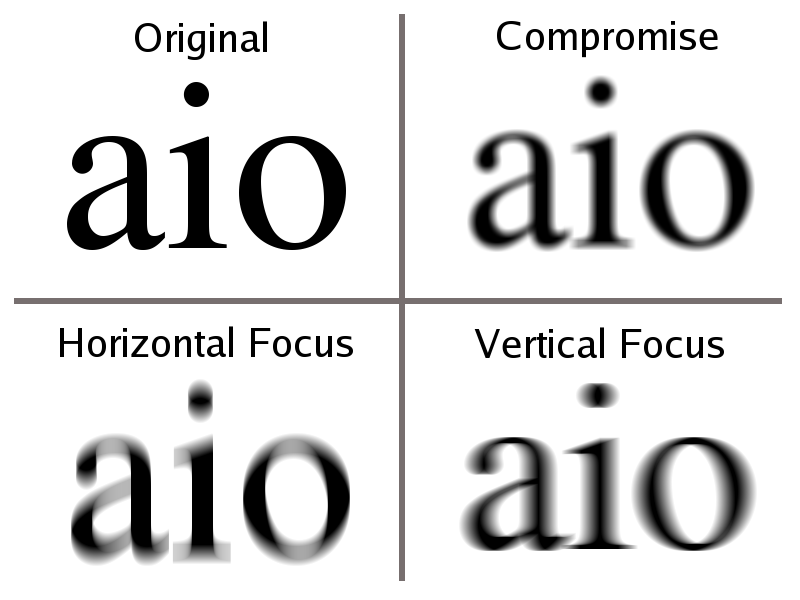
Exempel på hur synintrycket kan påverkas. Överst till vänster: normal bild. Nederst till vänster: endast horisontell komponent i fokus. Nederst till höger: endast vertikal komponent i fokus. Överst till höger: kompromiss där båda komponenter är lika oskarpa.

Astigmatism är ett optiskt brytningsfel som förekommer i både tekniska optiska system och i människans öga.  
I optiken avser det en lins eller spegel som bryter ljuset olika i olika riktningar. Inom medicinen syftar det på ett synfel som oftast orsakas av ojämn krökning av hornhinnan.

## Astigmatism inom optik
Inom optik innebär astigmatism att en lins eller spegel inte fokuserar ljuset lika i alla riktningar. I stället för en skarp punktbild uppstår två linjer i olika plan – ett tangentialplan och ett sagittalplan. Detta ger en suddig bild eftersom ljusstrålarna inte möts i samma punkt. Fenomenet uppstår när linsen eller spegeln har olika krökning i olika riktningar.

## Astigmatism inom medicin
Inom medicin avser astigmatism ett synfel där hornhinnan har ojämn form. Ljuset bryts då olika beroende på riktning, vilket leder till suddig syn både på nära och långt håll.  
Vanligaste orsaken är en ojämn tillväxt av ögat, men synfelet kan även bero på skador eller operationer. Astigmatism kan oftast korrigeras med toriska glasögon eller kontaktlinser.